# Zeeuwse wateren
Van zuid naar noord zijn de Zeeuwse Wateren:
- Westerschelde, tussen Zeeuws-Vlaanderen, Walcheren en Zuid-Beveland.
- Veerse Meer, tussen Walcheren, Zuid-Beveland en Noord-Beveland.
- Oosterschelde tussen Noord-Beveland, Zuid-Beveland, Schouwen-Duiveland en Tholen.
- Grevelingen, tussen  Schouwen-Duiveland en Goeree-Overflakkee.